# Lijst van rijksmonumenten in Zaanstad
De gemeente Zaanstad telt 281 inschrijvingen in het rijksmonumentenregister. Hieronder een overzicht. 

## Assendelft
De plaats Assendelft telt 5 inschrijvingen in het rijksmonumentenregister.
| Object                                                                            | Oorspronkelijke functie? | Bouwjaar              | Architect  | Locatie         | Coördinaten?                  | Nr.?   | Afbeelding        |
| --------------------------------------------------------------------------------- | ------------------------ | --------------------- | ---------- | --------------- | ----------------------------- | ------ | ----------------- |
| Stolpboerderij met vooreind, opgetrokken in hout op bakstenen voet                | Boerderij                | 18e eeuw              |            | Dorpsstraat 151 | 52° 27' 11" NB, 4° 43' 36" OL | 39918  | Meer afbeeldingen |
| Stelphoeve met naar voren uitgebouwd bakstenen woongedeelte met houten voorschot  | Boerderij                | 18e eeuw              |            | Dorpsstraat 255 | 52° 27' 33" NB, 4° 44' 10" OL | 39919  | Meer afbeeldingen |
| Houten huis met schilddak evenwijdig aan de straat. Inwendig een gesneden plafond | Woonhuis                 | eerste kwart 19e eeuw |            | Dorpsstraat 519 | 52° 28' 25" NB, 4° 44' 46" OL | 39921  | Meer afbeeldingen |
| St.Odolphus                                                                       | Kerk en kerkonderdeel    | 1887                  | A.C. Bleys | Dorpsstraat 572 | 52° 28' 30" NB, 4° 44' 46" OL | 39923  | Meer afbeeldingen |
| De pastorie bij de rooms-katholieke St. Odulphuskerk                              | Kerkelijke dienstwoning  | 1887-1888             |            | Dorpsstraat 570 | 52° 28' 29" NB, 4° 44' 44" OL | 518067 | Meer afbeeldingen |

## Koog aan de Zaan
De plaats Koog aan de Zaan telt 24 inschrijvingen in het rijksmonumentenregister. Zie Lijst van rijksmonumenten in Koog aan de Zaan voor een overzicht.

## Krommenie
De plaats Krommenie telt 24 inschrijvingen in het rijksmonumentenregister. Zie Lijst van rijksmonumenten in Krommenie voor een overzicht.

## Krommeniedijk
De plaats Krommeniedijk telt 2 inschrijvingen in het rijksmonumentenregister.
| Object                          | Oorspronkelijke functie? | Bouwjaar      | Architect | Locatie           | Coördinaten?                 | Nr.?   | Afbeelding        |
| ------------------------------- | ------------------------ | ------------- | --------- | ----------------- | ---------------------------- | ------ | ----------------- |
| Terrein met sporen van bewoning | Archeologisch monument   | Romeinse tijd |           |                   | 52° 31' 5" NB, 4° 45' 52" OL | 342003 | Upload foto       |
| Hervormde kerk                  | Kerk en kerkonderdeel    | 1755          |           | Krommeniedijk 182 | 52° 31' 3" NB, 4° 45' 2" OL  | 39970  | Meer afbeeldingen |

## Westzaan
De plaats Westzaan telt 54 inschrijvingen in het rijksmonumentenregister. Zie Lijst van rijksmonumenten in Westzaan voor een overzicht.

## Wormerveer
De plaats Wormerveer telt 17 inschrijvingen in het rijksmonumentenregister. Zie Lijst van rijksmonumenten in Wormerveer voor een overzicht.

## Zaandam
De plaats Zaandam telt 128 inschrijvingen in het rijksmonumentenregister. Zie Lijst van rijksmonumenten in Zaandam voor een overzicht.
Daarvan heeft het Hembrugterrein 35 inschrijvingen. Zie voor een overzicht de lijst van rijksmonumenten in Hembrug.
De Zaanse Schans heeft 25 inschrijvingen. Zie voor een overzicht de lijst van rijksmonumenten op de Zaanse Schans.

## Zaandijk
De plaats Zaandijk telt 32 inschrijvingen in het rijksmonumentenregister. Zie Lijst van rijksmonumenten in Zaandijk voor een overzicht.
Aalsmeer ·
Alkmaar ·
Amstelveen ·
Amsterdam ·
Bergen ·
Beverwijk ·
Blaricum ·
Bloemendaal ·
Castricum ·
Den Helder ·
Diemen ·
Dijk en Waard ·
Drechterland ·
Edam-Volendam ·
Enkhuizen ·
Gooise Meren ·
Haarlem ·
Haarlemmermeer ·
Heemskerk ·
Heemstede ·
Heiloo ·
Hilversum ·
Hollands Kroon ·
Hoorn ·
Huizen ·
Koggenland ·
Landsmeer ·
Laren ·
Medemblik ·
Oostzaan ·
Opmeer ·
Ouder-Amstel ·
Purmerend ·
Schagen ·
Stede Broec ·
Texel ·
Uitgeest ·
Uithoorn ·
Velsen ·
Waterland ·
Wijdemeren ·
Wormerland ·
Zaanstad ·
Zandvoort